# Pinalia leavittii
Pinalia leavittii är en orkidéart som först beskrevs av Friedrich Fritz Wilhelm Ludwig Kraenzlin, och fick sitt nu gällande namn av Wally Suarez och James Edward Cootes. Pinalia leavittii ingår i släktet Pinalia och familjen orkidéer. Inga underarter finns listade i Catalogue of Life.